# Fleur Lise Heuet
Pour les articles homonymes, voir Heuet.
Fleur Lise Heuet, parfois créditée sous le nom de Louise Fleur ou sous ses seuls prénoms Fleur Lise, est une actrice française.

## Filmographie
- 2008 : Get Born (court métrage) de Nicole Palo – Liv
- 2010 : Des rêves pour l’hiver (court métrage) d’Antoine Parouty – Fleur
- 2010 : Vampires de Vincent Lannoo – Grace
- 2010 : Manon Lescaut (téléfilm) de Gabriel Aghion – la servante
- 2011 : À la recherche du temps perdu (téléfilm) de Nina Companeez
- 2011 : Tous les soleils de Philippe Claudel – Louise
- 2012 : Cloclo de Florent-Emilio Siri – Nicole Gruyer
- 2012 : Ma bonne étoile d’Anne Fassio – Louise Barthélémy

## Distinctions
- Festival de Cabourg 2012 : prix « Premiers Rendez-vous » pour Ma bonne étoile.